# Ghiacciaio Mill
Il Ghiacciaio Mill  (in lingua inglese: Mill Glacier) è ghiacciaio tributario antartico che fluisce in direzione nordovest tra il Dominion Range e il Supporters Range, catene montuose che fanno parte dei Monti della Regina Maud, in Antartide.
Il ghiacciaio ha un'ampiezza di 19 km, e va a terminare nel Ghiacciaio Beardmore, di cui è un tributario. 
Fu scoperto dalla Spedizione Nimrod (British Antarctic Expedition, 1907–09) guidata dall'esploratore polare britannico Ernest Shackleton. La denominazione è stata assegnata in onore di Hugh Robert Mill (1861-1950), compagno di Shackleton durante la Spedizione Discovery (1901-1904) geografo britannico, storico dell'Antartide e bibliotecario della Royal Geographical Society. In suo onore è stata denominata anche l'Isola Mill, sempre nell'Antartide.